# Camaricus formosus
Espèce
Synonymes
- Camaricus fornicatus Thorell, 1890

Camaricus formosus est une espèce d'araignées aranéomorphes de la famille des Thomisidae.

## Distribution
Cette espèce se rencontre de l'Inde à Sumatra en Indonésie et en Chine et aux Philippines.
Elle a été observée en Inde,, au Bangladesh, en Birmanie,, en Chine, en Thaïlande, en Malaisie, en Indonésie, et aux Philippines.

## Habitat

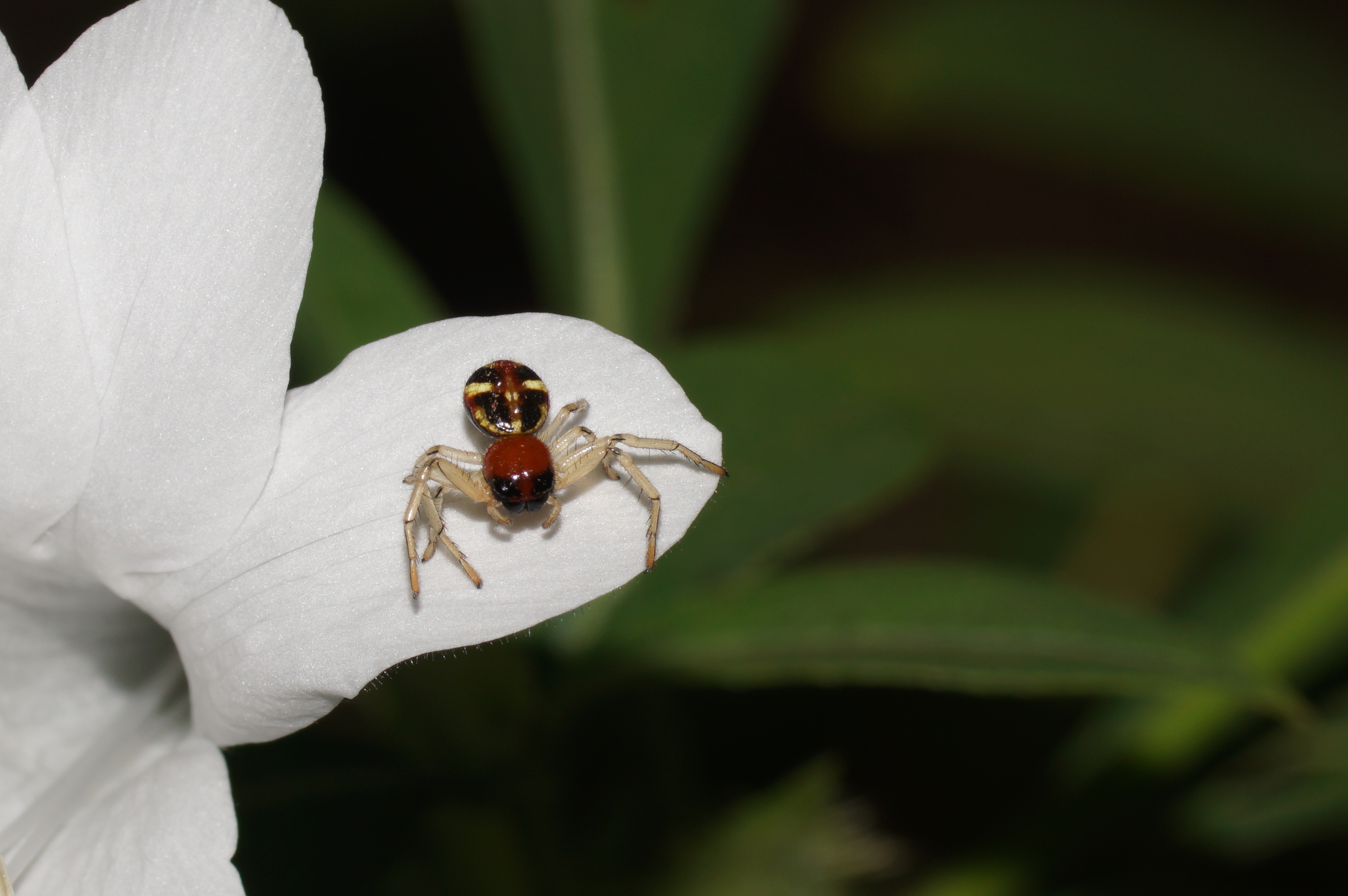
Camaricus formosus sur une fleur de Barleria cristata

L'habitat de cette araignée s'étend des rizières aux forêts.
Camaricus formosus se rencontre sur les fleurs.

## Description
La femelle mesure de l'ordre de 8 mm. et le mâle de l'ordre de 5 mm.

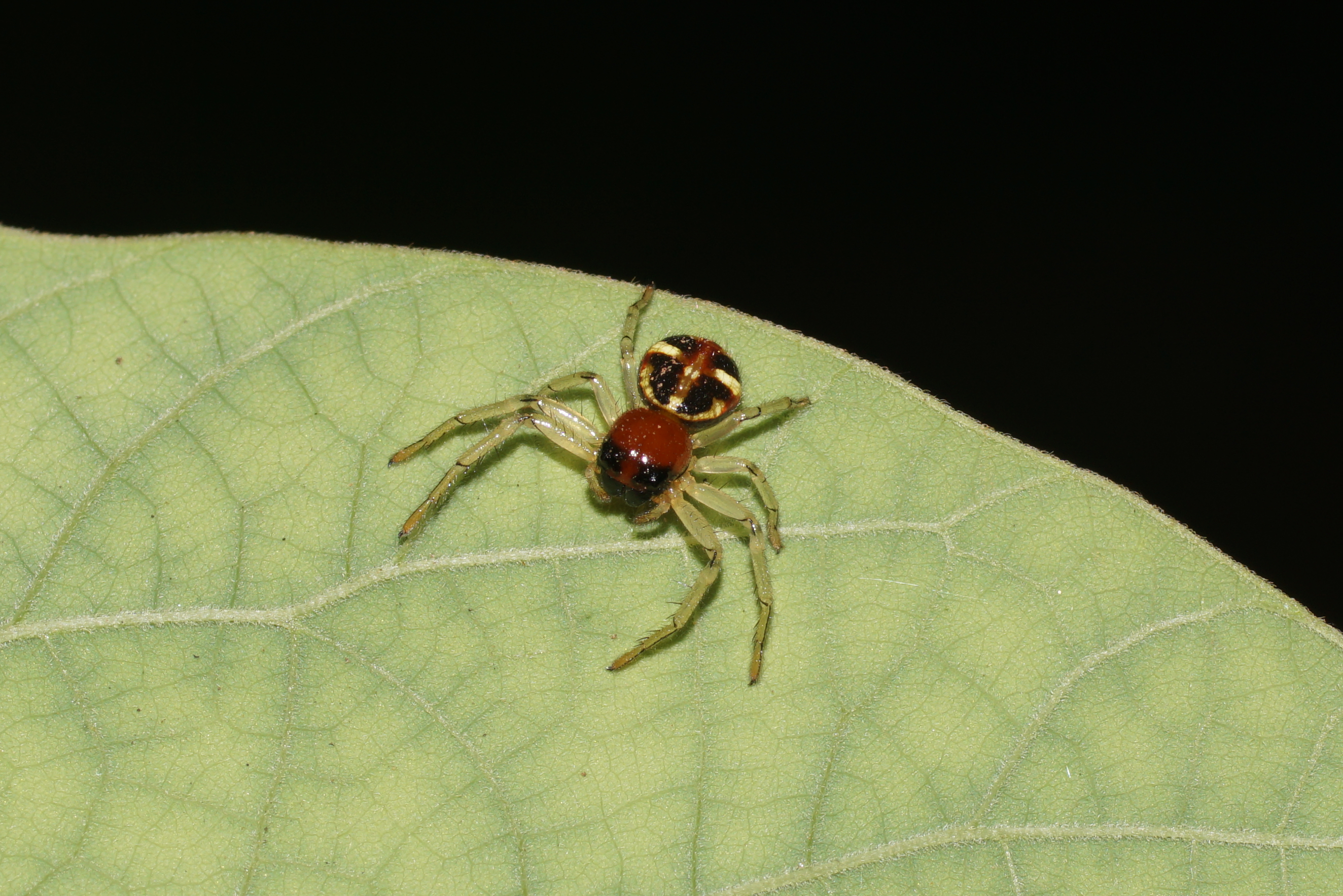
Camaricus formosus (Inde)

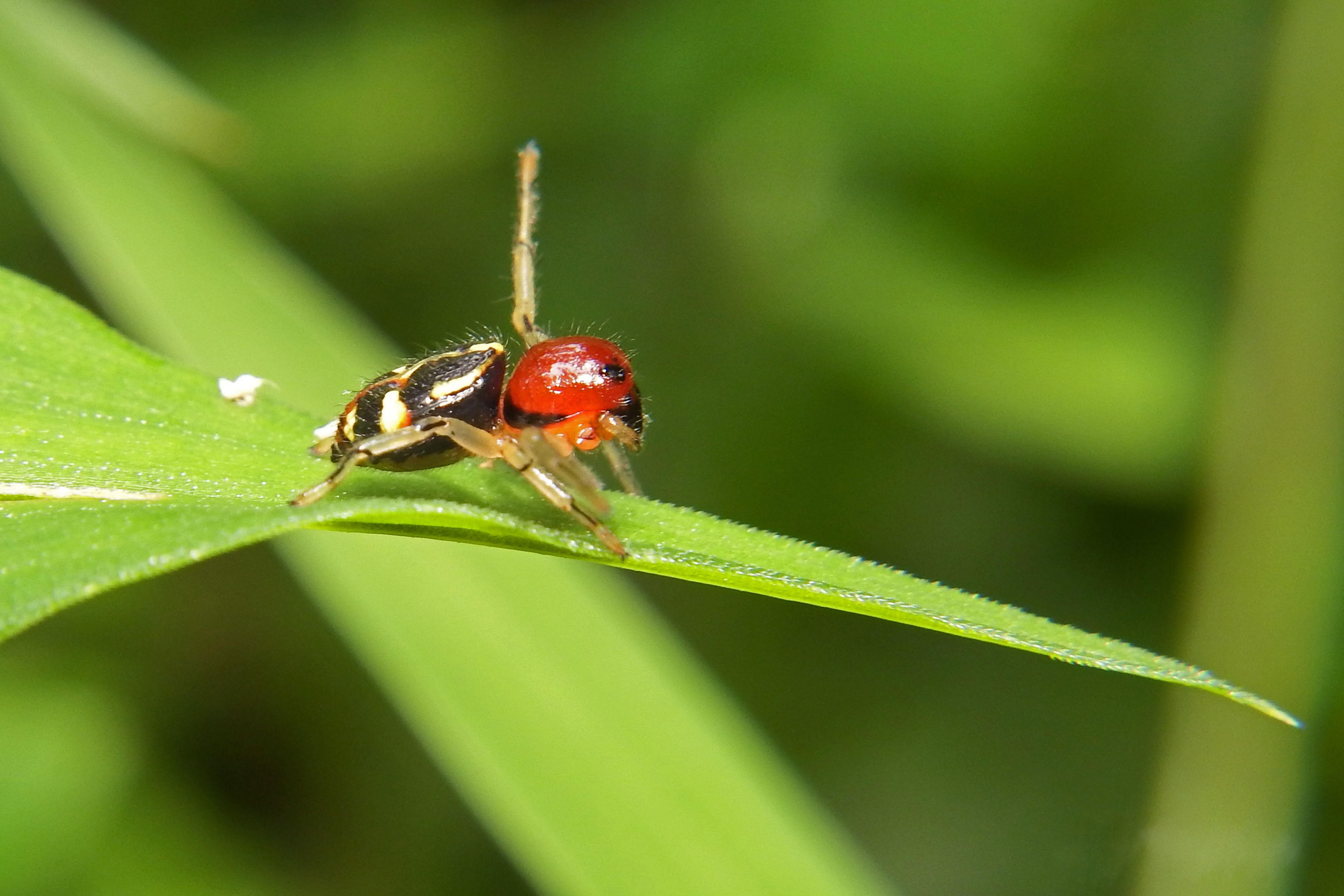
Camaricus formosus (Inde)

Le céphalothorax de forme quadrangulaire est modérément haut et plus large vers l'avant. Il est de couleur orange à rouge à l'exception de zones noires autour des yeux, des bords latéraux et de la rainure thoracique. La tache sombre de la rainure thoracique semble absente chez le mâle.
Les yeux sont placés sur deux lignes recourbées avec les yeux médians espacés et proches des yeux latéraux. Le quadrangle oculaire est plus large en arrière que vers l'avant,. Les yeux les plus grands sont les latéraux antérieurs suivis des latéraux postérieurs, des médians antérieurs et des médians postérieurs.
Le clypéus est haut et large. Le sternum, plus long que large, est en forme de cœur avec la pointe vers l'arrière. Il est tronqué vers l'avant et tapissé de poils fins. Le labium est plus long que large. Les chélicères sont marron clair ou foncé.
Les pattes, vert pâle à marron foncé chez le mâle, sont modérément courtes et robustes avec des épines peu développées. Les patelles, métatarses et tarses présentent des bandes longitudinales. Les tibias et les métatarses sont armés de trois paires d'épines antérieures,. Les pédipalpes sont jaunes.
L'abdomen est oblong de couleur marron foncé décoré sur sa partie supérieure d'un motif médian de couleur crayeuse ressemblant à une ancre et de deux triangles latéraux se faisant face par la pointe. Le ventre est marron clair avec une large bande longitudinale médiane marron allant du sillon épigastrique aux filières. L'épigyne est simple avec une bande transverse transparente en forme de W et une plaque sclérotisée semi-triangulaire entre cette bande et le sillon épigastrique.

## Comportement

### Prédation et alimentation

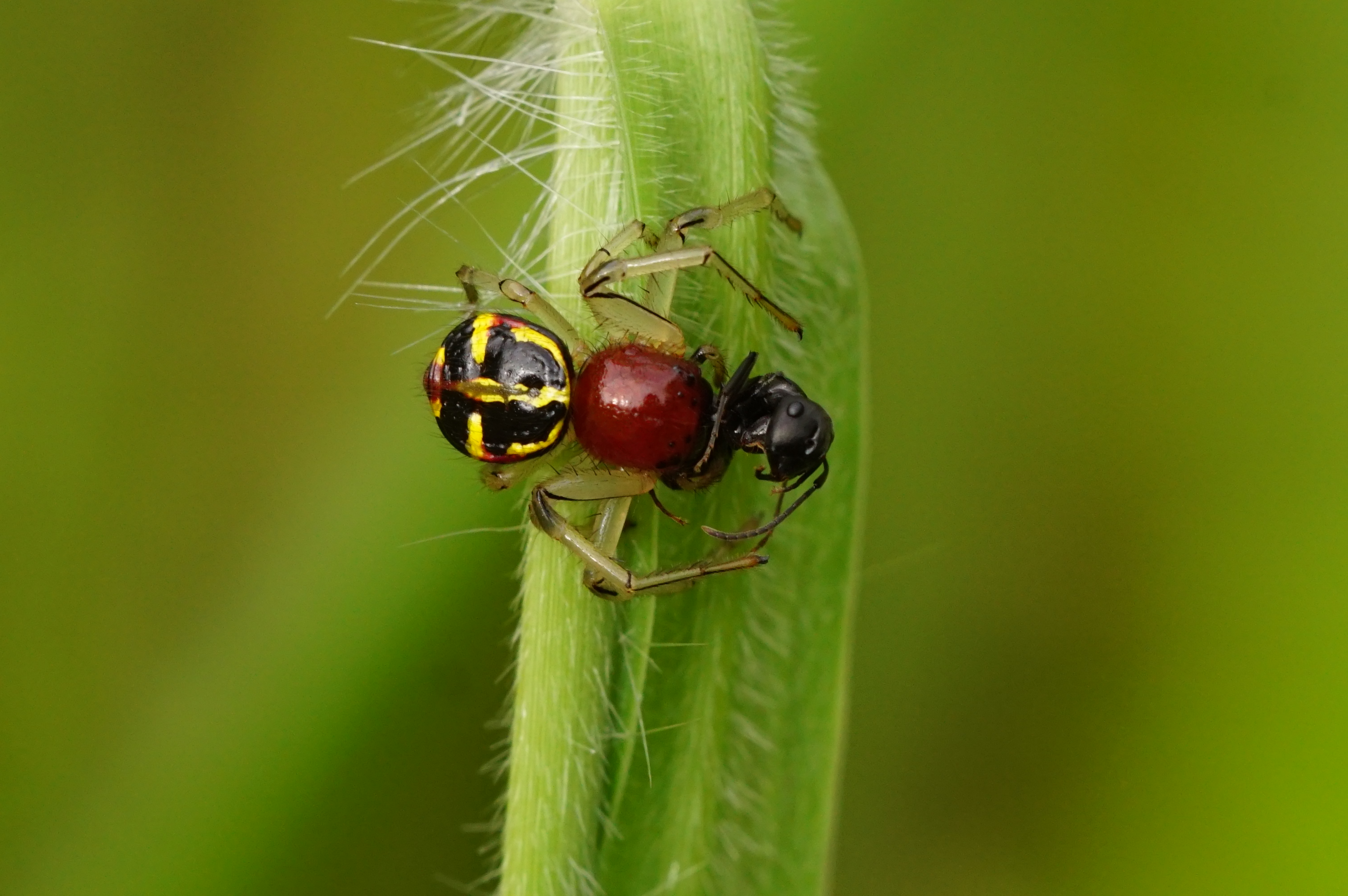
Camaricus formosus ayant attrapé une fourmi

Camaricus formosus chasse à l’affût les insectes qui visitent les fleurs dans lesquelles elle se trouve.
Dans les rizières, cette araignée est un prédateur des punaises du genre Scotinophara.

## Publication originale
- Thorell, 1887 : Viaggio di L. Fea in Birmania e regioni vicine. II. Primo saggio sui ragni birmani. Annali del Museo civico di storia naturale di Genova, vol. 25, p. 5-417 (texte intégral).